# Санжиев, Жалсан Батуевич
Санжиев Жалсан (Ширап-Жалсан) Батуевич (бур.  Санжиев Батын Шираб-Жалсан; 19 апреля 1945, село Сосново-Озёрск, Еравнинский район, Бурят-Монгольская АССР — 4 сентября 2010, г. Улан-Удэ, Республика Бурятия) — народный педагог, директор Республиканского бурятского национального лицея интерната №1, общественный деятель, автор модели инновационной национальной школы, основанной на воспитании учащихся как носителей бурятской культуры в неразрывной взаимосвязи с мировой культурой.

## Биография
Жалсан Батуевич Санжиев родился 19 апреля 1945 года в c. Сосново-Озёрск Еравнинского района у Бадма-Ханды Баторовны Цыдыповой. Находясь в родильном доме мать заболела и отдала ребёнка двоюродной сестре Цымжит Анчиковне Даруевой, которая в тяжёлое послевоенное время с недельного возраста выходила ребёнка. Приёмный отец умер, когда Жалсану было три года. Детство мальчика прошло на гурте в небольшом селе Гонда на лоне чарующей нетронутой природы. Цымжит Анчиковна работала дояркой, чабанкой и выполняла разный тяжёлый колхозный труд. В семь лет Жалсан стал учеником нулевого класса Улхасасской начальной школы. Семилетку закончил в селе Погромное, куда отправили учиться всех гондинских ребятишек. После школы Жалсан поступил в Улан-Удэнское культпросветучилище на хореографическое отделение. Однако, переосмыслив свой выбор, через два месяца уехал в родное село, где работал заведующим сельским клубом.
В 1962 году, он вновь покинул село и поступил учиться в Улан-Удэнское педагогическое училище. Преподаватели училища помогли подростку из далёкой глубинки не только догнать своих сверстников по учёбе, поскольку отставание после сельской семилетки было значительным, но и получить среднее специальное образование. Самое главное — помогли юноше определить своё будущее призвание, сделать жизненный выбор. Этому способствовали любимые педагоги – классный руководитель Донара Батуевна Хабхаева, Анна Родионовна Атутова, Ирина Даниловна Абашеева, преподававшая историю, Дулма Дарижаповна – педагогику, Дарима Тумуновна – бурятский язык.
После окончания учёбы молодой специалист был направлен работать учителем начальных классов в Сосново-Озёрскую среднюю школу. Там им даны первые уроки, сделаны первые шаги на педагогическом поприще, появились первые благодарные ученики.
С 1968 года Санжиев работал в школе-интернате №1. Директор школы, Бардаханов Прокопий Федорович, заметил подающего надежды молодого педагога во время педагогической практики и, когда появилась вакансия, пригласил работать к себе. Первоклассники 1968 года на всю жизнь стали не просто воспитанниками Жалсана Батуевича, они стали его второй семьёй. Растущие вдалеке от родных, ребята сполна получали внимание и заботу воспитателя. Он обучал их танцам, сам выступал на сцене, вместе с ним они активно принимали участие во всех общественных мероприятиях. Кроме этого, он заплетал им косички, следил за гигиеной, посвящал им всё своё свободной время. Результатом педагогической деятельности стало то, что его ученики стали лучшим классом, как раньше называли, правофланговым пионерским отрядом. Как вспоминает его ученица, Заслуженный учитель Бурятии Вера Раднаевна Хартаева: «Спасибо моей школе, Жалсану Батуевичу. Мой отец умер рано, когда я училась в 6 классе, Жалсан Батуевич заменил мне отца, связь с ним мы никогда не теряли. Это человек, который всегда готов прийти на помощь, творческая личность, обладающая светлой верой в каждого ребёнка, умеющий влиять на человека личным примером, делами и поступками. За много лет совместной работы с ним я многому научилась у него. Я всегда буду помнить его вклад в моё становление и буду передавать своё искреннее отношение, любовь и уважение детям, внукам и близким. Это неоценимо…»
В четвёртом классе он с учащимися ездил на Мосфильм на павильонную съёмку кинофильма «Пропажа свидетеля» по сценарию Бориса Можаева. Находясь в Москве, ребята совершали экскурсии по историческим местам столицы, побывали на ВДНХ, на Останкинской телебашне, в Шереметьевском дворце, городском дворце пионеров и школьников.
После окончания пятого класса по приглашению Клуба интернациональной дружбы «Приетение» Коржевской средней школы Криулянского района Молдавской ССР его ученики в составе 18 человек съездили в эту прекрасную республику. Созданный по инициативе молодого педагога ансамбль 5-го «б» класса принял участие в фестивале дружбы, они ознакомили участников фестиваля с песнями, танцами родного бурятского народа. По итогам фестиваля ансамбль получил звание Лауреата. Кроме этого, ребята купались на Чёрном море, побывали в Одессе, Тирасполе, Бендерах, Кишинёве, Белгороде-Днестровском, завязали дружбу с детьми из Украины, Молдавии, Москвы. Пятиклашки из Бурятии разучили молдавскую народную песню «Ашай вяца омулуй», чем вызвали восторг молдаван. Так была заложена основа многолетней дружбы школы-интерната №1 с Молдавией, Эстонией и Ярославской школой №44. После чего коллективы этих школ неоднократно приглашали друг друга на различные фестивали и праздники. Учителя и воспитатели, учащиеся школы-интерната №1 трижды побывали в Молдавии, трижды в Эстонии и принимали эстонцев и молдаван в стенах интерната.
Параллельно с работой Санжиев закончил Бурятский государственный педагогический институт по специальности «учитель истории».
В 1978 г. его назначили заместителем директора по воспитательной работе в школу №48, где он проработал четыре года. К этому времени он был принят в члены КПСС, и кандидатский стаж ему предстояло пройти в новой школе. Четыре года в должности заместителя директора, организатора по внеклассной работе принесли новый опыт, знания. В основном вся работа сосредотачивалась даже не в самой школе, а в микрорайоне Шишковка. Уходил на работу в восемь, а домой приходил к десяти-двенадцати часам ночи. Работал с трудными подростками, неблагополучными семьями, организовывал досуг, общался с милицией, общественностью микрорайона, дежурил по ночам, обходил подвалы, чердаки и гаражи, где сбивались в группировки безнадзорные дети. Затем Санжиева назначили директором 41 школы, где он проработал чуть больше года. В 1983 г. он вернулся руководителем в родную школу-интернат №1. Двадцать два года Жалсан Батуевич проработал директором, с 2005 по 2008 г. работал заместителем директора по эстетическому воспитанию.

## Семья
Жалсан Батуевич и  Екатерина Бадмацыреновна вырастили трёх сыновей. Все они получили среднее образование в школе №14. Старший сын Тумэн Санжиев был примером для своих младших братьев. Екатерина Бадмацыреновна, учитель английского языка, постоянно была занята на работе. Жалсан Батуевич с утра до вечера находился в лицее. Помогали во всём две бабушки Цымжит Анчиковна и мама Екатерины Бадмацыреновны — Бабасанжап Бальжиевна, которые проживали с ними в одной квартире. По традиции бурятской семьи молодые взяли заботу о своих престарелых родителях.
Интересный случай рассказала коллега Галина Бадмажаповна Дашиева: "Большая семья Санжиевых несколько лет жила в маленькой комнате общежития интерната. Мать Жалсана продала дом в деревне и отдала деньги сыну, чтобы он вложил их на покупку дома в городе. Однако он купил на эти деньги костюмы и обувь для учеников своего класса, чтобы те могли выступать на сцене. Вот таким фанатом своего дела он был. Ему не было присуще мещанство, он осуждал накопительство".

## Педагогические взгляды
Республиканский бурятский национальный лицей-интернат стал воплощением педагогической концепции Жалсана Батуевича Санжиева. Это подготовка учащихся как носителей бурятской этнокультуры в неразрывной взаимосвязи с мировой культурой. В 1993 году школа-интернат приобрела статус республиканского бурятского национального лицея №1. Благодаря кропотливому труду коллектива лицея он превратился в элитное общеобразовательное учреждение для одарённых детей. Из стен лицея вышло не одно поколение высокообразованных, интеллектуальных, разносторонне подготовленных к жизни молодых людей.
Редакция российской газеты «Первое сентября» включила РБНЛ-И №1 в число «10 школ, которые стоит увидеть». Авторы статьи назвали лицей «кипящей» школой, т.к. жизнь в ней не замирает ни на минуту, а творческому подъёму учителей и учащихся остаётся только радоваться. Результаты обучения детей в школе всегда очень высокие. «И если у вас когда-либо появится возможность посетить лицей, мы уверены, что часть их энергии передастся вам! Лицеисты – победители интеллектуальных и творческих конкурсов. Секрет успеха учеников не в отборе лучших, а в разностороннем образовании. В лицее много элективных курсов, факультативов, дополнительного образования. Изучаются старомонгольский и тибетские языки, тренеры обучают стрельбе из лука и национальной борьбе. Обязательно обучение на общеэстетическом отделении городской школы искусств».
Основные принципы педагогической деятельности Жалсана Санжиева:
1. Сохранение бурятского языка с дошкольного и начального обучения. Жалсан Батуевич Санжиев содействовал участию педагогов лицея в разработке учебника бурятского языка. Организовывал сотрудничество с учёными-лингвистами по обучению бурятского языка. Способствовал использованию учащимися знания родного языка во всех сферах деятельности. Поощрял  создание детской газеты на бурятском языке, проведение олимпиад по родному языку, обучение всех предметов на бурятском языке, участие детей в обучении бурятскому языку по телевидению - уроки бурятского языка. Создал атмосферу свободного общения на родном языке в лицее и в школе искусства. Воспитывал национальную гордость за свой народ, за возрождение своей культуры, за знание традиций, духовной ценности своей нации. Добился, чтобы каждый лицеист и учитель имел национальный костюм, мог использовать его по необходимости в школьной жизни. Прививал у учащихся знание национальной кухни. Пропагандировал лучшие традиции бурятского народа и сам был достойным представителем своей нации.
2. Всестороннее воспитание подрастающего поколения в духе традиций и обычаев бурятского народа. Педагогический коллектив лицея под руководством Санжиева Жалсана Батуевича черпал идеи, создавал новые образовательные программы из огромного опыта бурятской народной педагогики - культа предков - родителей, родных; любви к малой родине, к богатому прошлому.
Жалсан Батуевич по авторской программе на родном языке преподавал историю Бурятии. Скрупулёзно собранный им в течение многих лет материал сочетал социальную историю с историей культуры, традиций и обычаев древнего бурятского народа. Традиционно, с большим размахом, в лицее отмечался праздник «Сагаалган», когда взрослые вместе с детьми представляли свои районы, готовили блюда, пели песни, совершали обряды и демонстрировали обычаи и традиции бурят. Каждый ребёнок чувствовал себя частью происходящего действа. Обязательно все наряжались в бурятские народные костюмы. Кульминацией праздника было «Открытие Сагаалгана» в театре бурятской драмы, куда приглашались все лицеисты вместе с родителями. Красивым завершением праздника Белого месяца становился внутришкольный, а затем республиканский конкурс «Гэсэр - Дангина». Неоднократно, в течение многих лет, учащиеся лицея становились лауреатами в номинациях «Юная Дангина», «Юный Гэсэр», «Дангина», «Гэсэр» и призёрами конкурса. Эти победы свершались благодаря кропотливому труду учителей бурятского языка, сплочённости всего коллектива учителей, воспитателей, педагогов дополнительного образования, педагогов школы искусств №8, которые как одна команда, на одном дыхании, готовили лицейских Дангин и Гэсэров.
3.  Подготовка учащихся как носителей бурятской этнокультуры в неразрывной взаимосвязи с мировой культурой. Регулярные российские и международные эколого-этнографические экспедиции. Как отметила эксперт российской газеты «Управление образованием» Инна Алейникова: «В своей задаче приумножать богатства родного народа этот лицей преуспел. Богатства стало так много, что им с удовольствием делятся со всей планетой: главное достояние учебного заведения – его лицеистов – с распростёртыми объятиями встречают в Монголии, Франции, Англии, Нидерландах, Бельгии, Германии, Польше, Норвегии, Финляндии, Японии, Китае и других странах. Они умны и талантливы. Причём все и очень. Мысль научить быть самым лучшим каждого ученика в Республиканском бурятском национальном лицее-интернате № 1 г. Улан-Удэ не считается утопичной. Это будни».
В 1995 г. РБНЛ-И №1 стал участником проекта Ассоциированные школы ЮНЕСКО. Лицею был доверен выпуск журнала международного проекта, получивший название «Глобус». По программе ЮНЕСКО учащиеся лицея совершили турне по странам Европы в 2003 г., а также приняли участие в Международном фольклорном фестивале в городе Эрфурт в Германии. Высокий  статус Ассоциированной школы ЮНЕСКО позволил не только общаться с ребятами из других стран, но и ввести в образовательную программу новый предмет «Права ребёнка». Преподавался он со 2-го класса, была сформирована библиотека по правам человека и до 2005 года преподавал эту дисциплину Жалсан Санжиев на родном языке.
4. Школа – одна большая семья. Взаимопомощь, уважение старшеклассников, забота о младших. Каждое утро директор встречал учеников в фойе лицея, здоровался с каждым входящим, проверял опрятный вид ребят. Как вспоминает выпускница лицея Юлия Бойко: «Меня всегда восхищало отеческое отношение к нам директора, во время гастролей и утомительных поездок, когда бывало ночью, в транспорте захочется пить, Жалсан Батуевич просыпался и приносил нам воды». Подобное отношение передавалось детям. Грамотное сочетание данного принципа во взаимоотношениях с методикой разновозрастных бригад по самообслуживанию давало поразительно эффективный результат. Выпускники лицея поддерживают друг друга во взрослой жизни в независимости от возраста и класса, оказывают материальную помощь родной школе, навещают и поздравляют учителей, не забывают интернатское братство даже за тысячи километров. Доброй традицией лицея является «Вечер встреч выпускников». Подготовка к нему начинается задолго до февраля. Ответственные классы осуществляют поисковую работу по юбилейным выпускам, готовят презентации, выставки и поздравления. Сплочению коллектива учащихся и учителей способствовали традиционные мероприятия лицея: «Посвящение в лицеисты», «День здоровья», «День учителя», «Новогодние ёлки» и другие.
5. Развитие мужского начала. Санжиев Жалсан Батуевич всегда способствовал развитию лидерских качеств именно у мальчиков. Переживал, когда в классе воспитатели обращали большее внимание на девочек, и не уделяли должного внимания развитию инициативных качеств у ребят. Поддерживал институт школьного самоуправления, сам активно принимал участие в школьных выборах президента лицея.  Однажды к директору привели группу ребят, которые нарушали дисциплину и стали плохо учиться. Тогда директор вместе с ними поехал на школьном автобусе, на «экскурсию» на городскую свалку, показать, как живут бомжи. Он никогда не позволял себе повышать голос на кого-либо, всегда спокойно объяснял как себя необходимо вести. Ученикам он передавал толерантное отношение к людям, умение понять окружающих.
6. Важной установкой являлось приучение подрастающего поколения к труду. В лагере труда и отдыха «Туяа» ребята вместе с педагогами выращивали богатый урожай, который наполнял витаминами в течение года школьный рацион. Это сотни литров разнообразного варенья, капуста, огурцы, ранетки и другие овощи и фрукты. Особенно чувствовалось это в 1990-2000-е годы, годы перестройки, когда необходимость в труде, даже детском, возрастала и была достаточным вкладом в развитие и выживание.
7. Жалсан Батуевич живо интересовался инновациями, установил многолетнее плодотворное сетевое сотрудничество лицея с образовательными учреждениями Молдавии, Эстонии, Башкортостана, Татарстана, Калмыкии, Тамбовской и Белгородской областями. Тесные международные связи с Монголией, Китаем, Тайванем, Японией позволяли учащимся лицея изучить восточные языки, побывать в разных странах Азии. Сам Жалсан Батуевич много ездил по разным регионам России и странам мира. Будучи молодым воспитателем в середине 70-х годов он посетил Индию, побывал в городах Агра, Дели, Мухал, Мухабалипурам, Джайпур, а также побывал в городе Коломбо — столице Шри-Ланки. В 1984 году вместе с женой совершили круиз вокруг Европы, увидели достопримечательности Турции, Италии, Испании, Франции, Англии и Дании. В 2002 году он во второй раз побывал в Индии уже в роли паломника. А в 2006 году осуществилась его мечта – путешествие в Тибет.
8. Эстетический всеобуч. При активной деятельности Санжиева Ж.Б. поднялись профессионализм и материальная база детской школы искусств №8, где все учащиеся лицея приобщаются к игре на национальных инструментах, песням, танцам, сценической речи, театральному мастерству, живописи и другим жанрам. В начале 80-х годов школа искусств состояла из четырёх педагогов и располагала  двумя кабинетами. Жалсан Батуевич выделил под школу искусств целый этаж и способствовал расширению её кадрового состава. Он регулярно обеспечивал школу музыкальными инструментами и сценическими костюмами. Так, в 2008 году он нашёл спонсоров и привез для ДШИ №8 из Монголии 4 ятага.
Визитной карточкой лицея является образцовый ансамбль песни и танца «Наран». Ансамбль включал младшую, среднюю, старшую хореографические группы, ансамбль ятагистов, вокалистов, оркестр народных инструментов, группу театралов. Летней порой, иногда одновременно, разные составы ансамбля, по тридцать человек в каждом, совершали турне на фестивали в разные точки Земли. В этих поездках дети не только дарили свет и радость творчества, но и практиковали иностранные языки.
Санжиев Ж.Б. содействал созданию бурятского цирка. Первыми ласточками бурятского цирка были семнадцать учащихся лицея-интерната. Так как Бурятская национальная цирковая школа-студия не имела своего здания, по договоренности Майдари Жапхандаева с Жалсаном Батуевичем тренировки проходили в помещении РБНЛ-И №1.
Жалсан Батуевич как настоящий сын своего народа, был небезразличен к происходящему в обществе. Он старался помогать людям, выполняя обязанности депутата Горсовета. Он болезненно переживал за судьбу родного языка. Поддерживал создание учебников учителями лицея для начальной школы на бурятском языке. Уйдя на пенсию, продолжал писать статьи на бурятском языке на разные темы. Перу Жалсана Батуевича принадлежит целая серия статей о знаменитых учителях нашего времени. Написан ряд публикаций о своих земляках, внёсших вклад в развитие малой родины и роли семейного воспитания в их становлении. Им опубликованы статьи о народной культуре и духовных ценностях. Он собирал и обобщал материал о выпускниках лицея, посвятивших себя творчеству. Писал о замечательных людях, встретившихся ему на жизненном пути. Так, он посвятил статью врачам-эндокринологам, бескорыстно служащих своему делу.
Санжиев Жалсан Батуевич 40 лет проработал в республиканском бурятском национальном лицее-интернате №1. По его инициативе в 1993 году школа-интернат приобрела статус республиканского бурятского национального лицея №1. Важной вехой в истории школы стало приобретение статуса в октябре 1999 года федеральной экспериментальной площадки по реализации проекта «Береги и приумножай богатства родного народа и своей страны». В рамках проекта получено право на принятие нестандартных управленческих решений и учебно-воспитательных задач. В 2000 году РБНЛ-И №1 вошёл в число ста лучших школ Российской Федерации. Лицей как одно из инновационных общеобразовательных учреждений Республики Бурятия не раз становился победителем республиканского конкурса «Национальная школа года», лауреатом российских конкурсов «Школа года – 1996, 97, 98, 2000, 2001, 2002, 2003, 2004», «Школа века». В 2003 году - 45 место из 50 лучших лицеев страны, обладатель золотой медали V Московской Международной выставки «Школа-2001», награжден дипломами «Знак качества образования» (2003, 2004 гг.), «Академическая школа-2004», «Школа высшей категории-2004». Республиканский бурятский национальный лицей-интернат №1 является победителем конкурса «Лучшая школа Бурятии – 2005», в числе 30 лучших образовательных учреждений страны он стал участником финала Всероссийского конкурса «Лучшие школы России – 2005».
Эти показатели — убедительное свидетельство соответствия своему высокому статусу. За годы руководства лицеем Санжиев Жалсан Батуевич создал коллектив единомышленников и новаторов в совершенстве владеющих своим мастерством.
Своим многолетним трудом Жалсан Батуевич добился существенных результатов в развитии и становлении лицея, в успешном образовании учащихся, в творческих дерзаниях педагогического коллектива и воспитанников, в приверженности к родному языку, народу и его культуре, к искусству и его наследию.